# Hieronim Kozieł
Hieronim Kozieł (ur. 15 września 1910 w Niedźwiadzie, woj. lubelskie, zm. 1 czerwca 1970 w Sopocie) – polski urzędnik państwowy.

## Życiorys
Uczęszczał do gimnazjum, którego nie ukończył. Odbył służbę wojskową w 2. Pułku Łączności w Jarosławiu (1931–1933). Był zatrudniony w Zarządzie Gminy Tarło (1933–1936), w służbie pocztowej w pow. krzemienieckim (1936–1941), następnie w rolnictwie (1941–1945). Po wyzwoleniu był burmistrzem Gniewu (1945–1946), pracował w spółdzielczości rolniczej tamże (1946–1949), Powiatowym Związku Gminnych Spółdzielni w Tczewie (1949–1950), sekr. Prezydium Powiatowej Rady Narodowej w Tczewie (1950–1952), przew. Prezydium Miejskiej Rady Narodowej w Sopocie (1952–1954), naczelnik Urzędu Celnego w Gdańsku (1954–1968), skąd przeszedł na emeryturę. 
Pochowany na cmentarzu komunalnym w Sopocie (kwatera P5-4-7).

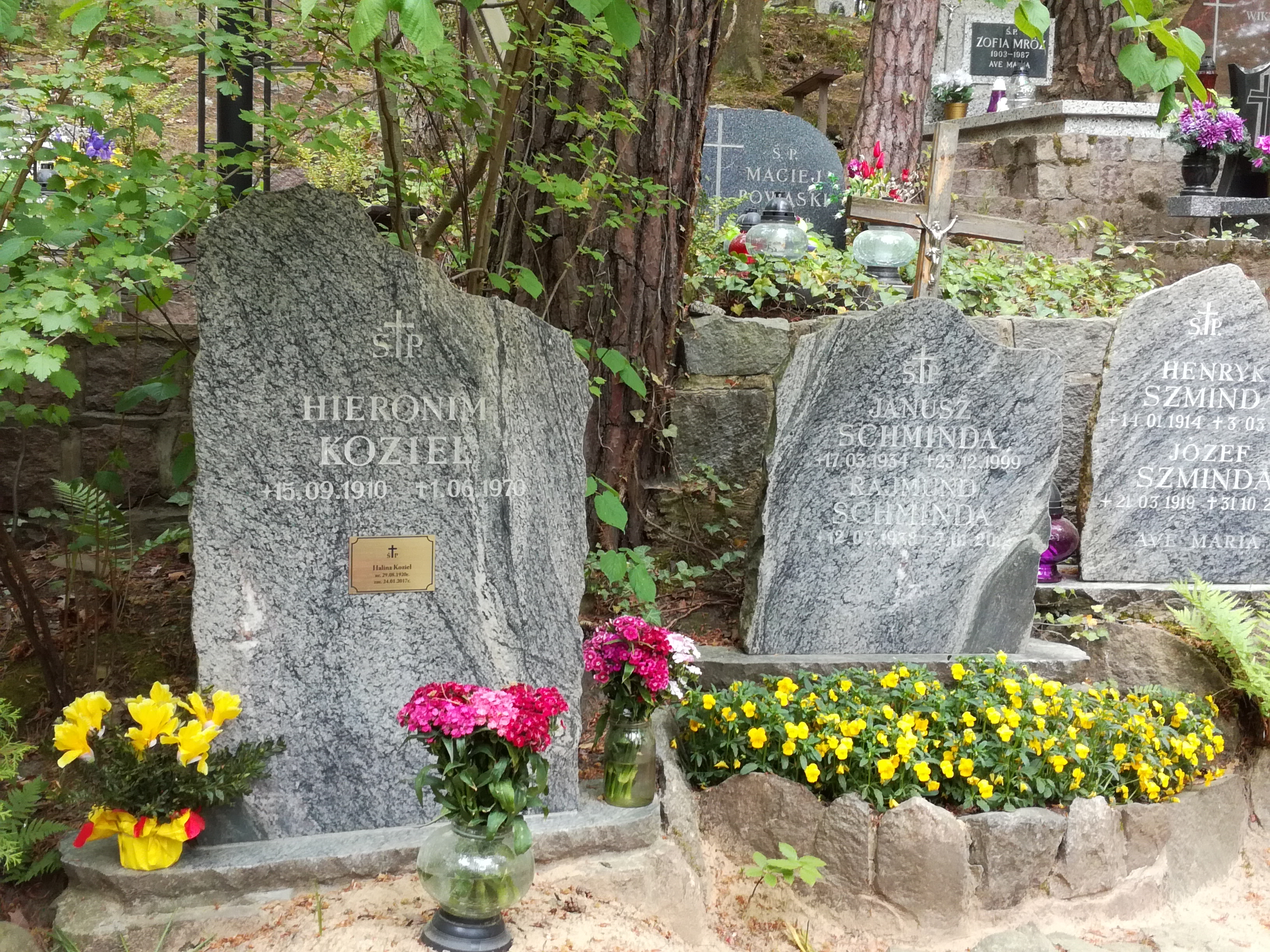
Grób Hieronima Kozieła na cmentarzu komunalnym w Sopocie